# Release candidate
Een release candidate (kortweg RC) is een fase in het ontwikkelingsproces van software. Concreet vertaald is dit een kandidaat voor de uiteindelijke versie. Indien er geen bugs meer in deze versie gevonden worden, zal de release candidate de uiteindelijke versie worden.
Deze fase komt na de bètaversie en voor de release to manufacture (hoewel die laatste zelden voorkomt). Vaak zegt men ook dat deze fase bevroren is wat betreft functies. Hiermee bedoelt men dat er geen extra functies meer in het programma bij zullen komen, maar dat men alleen nog bugs uit het programma haalt. Indien nodig kan een programma meerdere release candidates hebben.
Fases: Alfaversie · Bètaversie · Release candidate (RC) · Release to manufacture (RTM) · Stabiele versie · Onderhoudsversie (legacy)
Begrippen: Upgrade · Update · Patch · Service pack